# Keysher Fuller
Keysher Fuller Spence (født 12. juli 1994) er en costaricansk fodboldspiller, der spiller for Herediano.
Fuller fik sin debut for Costa Ricas fodboldlandshold på Avaya Stadium den 2. februar 2019 mod USA .